# Río Bernesga
El río Bernesga  es un río del noroeste de España, un afluente por la margen derecha del río Esla, que nace en la cordillera Cantábrica y cruza de norte a sur la provincia de León. El Bernesga pasa por la ciudad de León y tiene una longitud de 77 km.

## Geografía

### Curso
El Bernesga nace más arriba del alto del puerto de Pajares, en la cordillera Cantábrica, recogiendo las aguas de las pistas de esquí de Valgrande-Pajares. Numerosos arroyos (Dulcepeña, Cayeros y Rocapeñas) confluyen para, a los aproximadamente 1500 metros de altitud, formar el cauce reconocible de un río. 
No posee este río embalse que lo regule. Tan solo el embalse del río Casares (Embalse de Casares), afluente por la derecha, controla sus aguas.
Nada más salir de la infraestructura de la estación de esquí topa con la nacional 630, Gijón-Sevilla, Ruta de la Plata para unos, Camino de Santiago para otros, camino real para los más, fue el empeño de Jovellanos de dar una salida a Asturias por el puerto de Pajares el que hizo de este río la comunicación natural entre León y Oviedo. Compañero de pasos que no perderá hasta su encuentro con el río Esla. Este es, también, el trazado del tren. El de vía ancha, porque la alta velocidad irá, por un túnel, bajo tierra. 
Unos pocos metros aguas abajo presenta sus respetos ante la Colegiata de Santa María de Arbas, un templo poco conocido de tiempos románicos, pero transformado tanto que muestra las huellas de todos los estilos por los que ha pasado. 
Corre el río entre los pliegues y mantos del Macizo central asturiano, adaptándose a las fallas, buscando pasos entre las rocas, cortando y taladrando capas y capas de todo tipo de materiales, en uno de los países geológicos más complejos de Europa. 
Tras pasar por Villamanín, el Bernesga se encuentra con la leyenda, en las hoces de La Gotera. Aquí se cuenta de la existencia de un cuélebre que exigía una oveja diaria para su alimentación, y que no quedando ovejas exigió doncellas. Y que hubo de ser San Lorenzo quien terminase con él. Los huesos del cuélebre se conservan en un arcón en la vecina ermita de San Lorenzo, pero quien mire dentro se ha de quedar ciego; así que ahí están. Como toda leyenda popular, ésta tiene muchas variantes. Lo cierto es que en las hoces de La Gotera, el paso es tan estrecho que solo en los días más próximos al solsticio de verano el sol alcanza las aguas del río. La carretera, que antes pasaba por ahí, era muy peligrosa por las heladas. En la actualidad se sortea por un túnel.
Tras el paso por La Gotera el río se encuentra de lleno, por primera vez, con la industria humana. Una pequeña central hidroeléctrica, antiguos molinos y aserraderos y sobre todo los vertidos de los escombros de la minería del carbón. Ciñera y Santa Lucía, pueblos mineros por excelencia, se suceden en su curso. Antaño, los vertidos ennegrecían las aguas. Hoy, con las modernas técnicas depuradoras y el declive de la minería, el río se ha vuelto mucho más amable. Gracias a esto es río truchero desde antes de Villamanín hasta La Robla, por lo menos. 
Ciñera, Santa Lucía, La Pola de Gordón, son poblaciones de unos mil y pico habitantes que vierten sus residuos al río. En La Pola de Gordón la industria agroalimentaria instaló una lechería, con buenos quesos, y una granja porcina, que durante muchos años castigaron las aguas del río. Hoy, desaparecida esta industria, a pesar de un incipiente polígono industrial, y gracias a las depuradoras, las aguas tienen una calidad media. El río atraviesa estas localidades limpio —vandalismo aparte— y encauzado. 
Aguas abajo de La Pola de Gordón se encuentra la ermita del Buen Suceso, la más venerada de todo el alto Bernesga. Es devoción antigua, pero la ermita es moderna, ya que data de 1906. Aun así responde a un estilo neorrománico muy de agradecer. 
Poco después llega el Bernesga a La Robla, la localidad más grande e industriosa aparte de León. Sirven las aguas del río para refrigerar las turbinas de una potente central térmica, lava el carbón de las minas y sirve a una cementera. La contaminación de las aguas ya es preocupante. 
Tras La Robla el río abandona las estructuras alpinas de la Cordillera Cantábrica y entra en las altas rañas que bordean toda la Meseta Central. Hasta su desembocadura transcurrirá por encima de materiales impermeables de tipo arcilloso. En todo el tramo entre La Robla y León el valle que forma tiene una curiosa disimetría, ya que las laderas de la margen izquierda son mucho más pronunciadas de las de la margen derecha; como si el río estuviese desviado a la izquierda. No está clara la causa de esta disimetría. La teoría más plausible dice que en épocas de clima más frío, con un dominio glaciar, o quizás periglaciar, los vientos del oeste batían con más fuerza la orilla izquierda, limpiándola de nieve, mientras que la acumulaban en la orilla derecha, y que al derretirse provocaban movimientos de solifluxión que invadían la orilla derecha, obligando al río a moverse hacia la izquierda. Este fenómeno se ve en todos los ríos similares al Bernesga; que nacen en la Cordillera y tributan al Duero con un sentido meridiano —Luna, Torío, Curueño, Esla...—.
Los pueblos que aparecen en este tramo —también los del alto Bernesga— presentan un fabuloso ejemplo de la localización rural preindustrial; en contraposición con la actual. La carretera moderna, al salir de La Robla, abandona el río y sube por El Rabizo hacia el páramo de raña que lleva a León siguiendo el río, la carretera antigua y la vía del tren. Los pueblos de este tramo se sitúan pegados a la ladera más pronunciada del monte, resguardados de los vientos, al sol, y dejando el mayor espacio posible para las tierras de labor. Por el contrario, las modernas urbanizaciones se ubican en pleno páramo, a la orilla de la carretera, al lado de las comunicaciones más rápidas, pero batidas por el viento, frías, y con una disponibilidad de agua muy difícil. Además, las modernas viviendas secundarias, ajenas a las necesidades de la antigua localización, invaden la, en otro tiempo, tierra de labor y se sitúan más cerca del río, incluso en los sotos, con el peligro que tiene esto de inundaciones en las avenidas esporádicas. 
Todo este tramo es tierra agrícola, pero en la actualidad el cultivo dominante es el chopo. Campos y campos de chopos recorren ambas orillas. En otro tiempo más hortícola, hoy la dedicación al chopo, que requiere pocos cuidados, es ideal para la agricultura a tiempo parcial. 

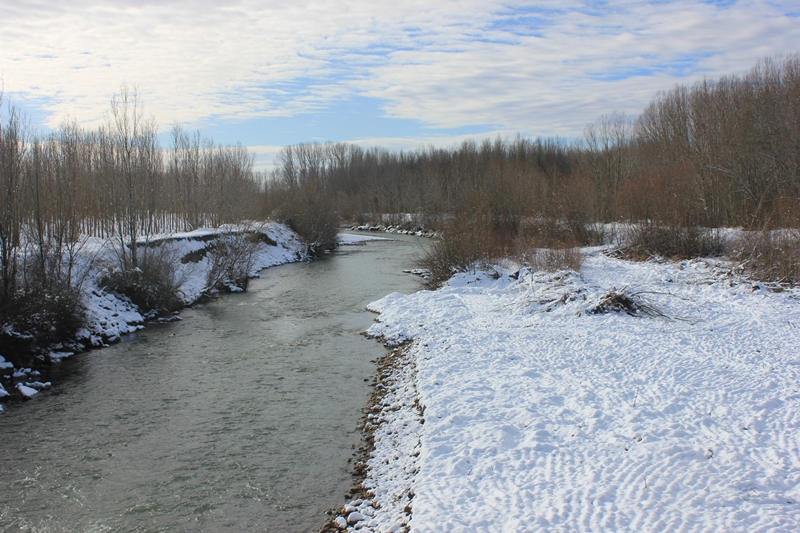
Río Bernesga a su paso por Carbajal de la Legua.

A la altura de Cuadros se abre paso la acequia de Cuadros, que llega hasta Santibáñez, de donde sale la acequia de Santibáñez, y luego la del Bernesga, y así, acequia a acequia, presa a presa, le van robando sus aguas al río hasta el punto de que los aforos a su paso por León, en verano, no son significativos, y el río llega a secarse. En otro tiempo, estas acequias sirvieron para regar las huertas que alimentaban León. Hoy en día no parecen tener esa función. 
Nada más entrar en el municipio de León, el río se hace urbano. A la orilla derecha se le asoma el barrio de Pinilla, y a la izquierda el moderno polígono de Eras de Renueva. Son ambas, zonas de expansión de la capital leonesa, Pinilla en los años 60 y 70 y Eras de Renueva en los años 90 y 2000. Han proliferado por aquí los puentes más modernos, unos para los coches y otros para los peatones. La canalización del río en esta zona es muy moderna, y aún está por terminar. 
Enseguida nos encontramos con el León más clásico: el puente de San Marcos, el mismo hostal de San Marcos, y el recuerdo de la prisión de Quevedo, que nos ha dado —a cambio de tan mal trato— su nombre para un parque en la orilla derecha. 

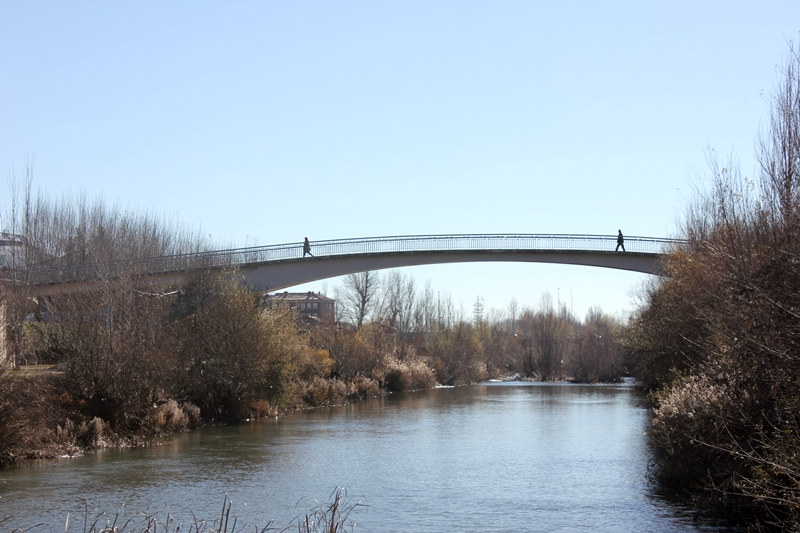
Río Bernesga a su paso por León I.

En León el Bernesga anda domesticado, encauzado, represado, con buenos paseos en sus dos orillas, con parques, boleras, y la zona verde más grande de la capital. Mucho para tan poco río como pasa por León. Mucho más de lo que da el Torío, el otro río leonés. Y es que la estación de Renfe se encuentra al otro lado, en la orilla derecha, y hacia allí creció León con su plan de Ensanche. El eje de la estación, puente de los Leones, plaza de Guzmán, Ordoño II, plaza de Santo Domingo, Calle Ancha y Catedral, es lo más noble de la ciudad. Con permiso de Basílica de San Isidoro de León.

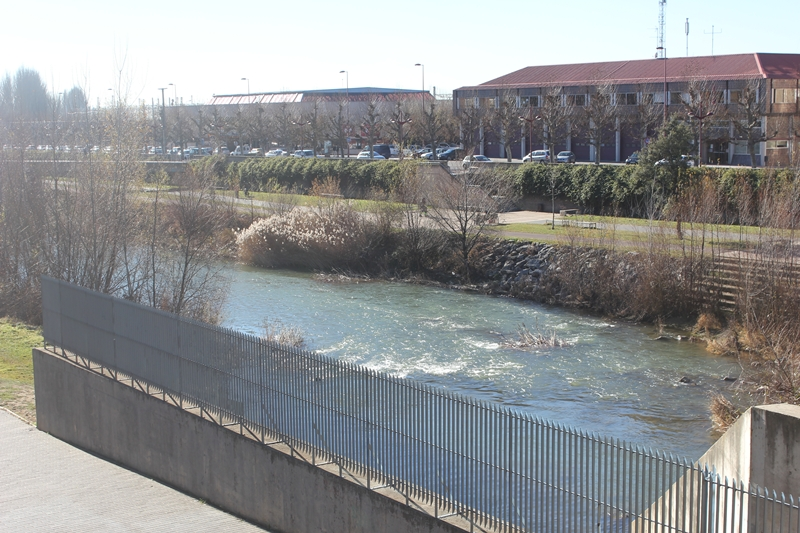
Río Bernesga a su paso por León II.

En la orilla izquierda se desarrolla la ciudad, en la derecha algunas de sus infraestructuras: Estación de tren y autobús, juzgados, parque de bomberos, palacio de deportes, estadio de fútbol, piscinas, polideportivos, espacio de ferias, etc. Solo la plaza de toros, de poco uso y hoy cubierta para poder dedicarla a otros menesteres, se encuentra en la orilla izquierda; y para despedir al Bernesga de la ciudad. Bueno, hay que reconocerlo, lo despedía. La expansión de León también se hace hacia el sur, en el triángulo que forma el interfluvio del Bernesga y el Torío. Aquí, hace años, se instaló el cuartel de la Guardia Civil, y la cárcel, y el Colegio de los Huérfanos Ferroviarios, y el Hispánico —un club privado con instalaciones deportivas—, y el Coto Escolar, para enseñar a los niños de dónde viene la leche. Pero se ha proyectado un auténtico barrio, con todas las infraestructuras, para la habitación de la gente. 
Tras la confluencia con el Torío el río abandona definitivamente la ciudad, y entra en un espacio geográfico muy diferente: el industrial. Si al norte el río se encontraba con la urbanización reciente, al sur se ha de enfrentar, además, con la industria leonesa: Antibióticos, la Vidriera Leonesa, y los polígonos industriales de Vilechá, Villacedré y Onzonilla. Junto con ellos prolifera la vivienda secundaria y, de nuevo, las choperas. 
Pasada la marea industrial, y a pesar de la contaminación de sus escasas aguas, solo resuelta por las potentes depuradoras, especialmente la de Antibióticos, el río recupera su vocación agrícola, y aparece una buena huerta en el entorno de Vega de Infanzones, justo antes de entregar sus aguas al Esla, justo en el límite norte de los viñedos de Pajares de los Oteros o los famosos pimientos de Fresno de la Vega. Pero eso ya es el Esla.
A su paso por la ciudad de León, debido a las modificaciones que se han ido haciendo sobre su curso, el río cuenta con un caudal muy débil, lo que ha afectado a la variedad y cantidad de vida acuática que en él siempre ha habido.

### Afluentes principales
Los principales afluentes del río Bernesga son:
por la margen derecha:
- río Rodiezmo
- río Casares
- río de Los Barrios

por la margen izquierda:
- río Camplongo
- río Fontún
- río Torío

### Localidades por las que pasa
Las principales localidades a lo largo del río son las siguientes: 
| Localidades por las que pasa | Localidades por las que pasa | Localidades por las que pasa | Localidades por las que pasa |
| ---------------------------- | ---------------------------- | ---------------------------- | ---------------------------- |
| Arbas del Puerto             | Beberino                     | La Seca de Alba              | Trobajo del Cerecedo         |
| Busdongo de Arbas            | La Pola de Gordón            | Cabanillas                   | Santa Olaja de la Ribera     |
| Villanueva de la Tercia      | Huergas de Gordón            | Cuadros                      | Vilecha                      |
| Ventosilla de la Tercia      | Nocedo de Gordón             | Campo y Santibáñez           | Castrillo de la Ribera       |
| Villamanín de la Tercia      | Peredilla                    | Lorenzana                    | Sotico                       |
| Villasimpliz                 | Puente de Alba               | Carbajal de la Legua         | Marialba de la Ribera        |
| La Vid                       | Alcedo de Alba               | Azadinos                     | Alija de la Ribera           |
| Ciñera                       | La Robla                     | Villabalter                  | Villadesoto                  |
| Santa Lucía                  | Llanos de Alba               | León                         | Vega de Infanzones           |
| Vega de Gordón               | Cascantes de Alba            | Armunia                      | Villarroañe                  |

## Hidrología

### Estaciones de aforo
|  |  |
|  |  |

Fuente de los aforos: Confederación Hidrográfica del Duero Archivado el 26 de enero de 2016 en Wayback Machine.

## Galería de fotos

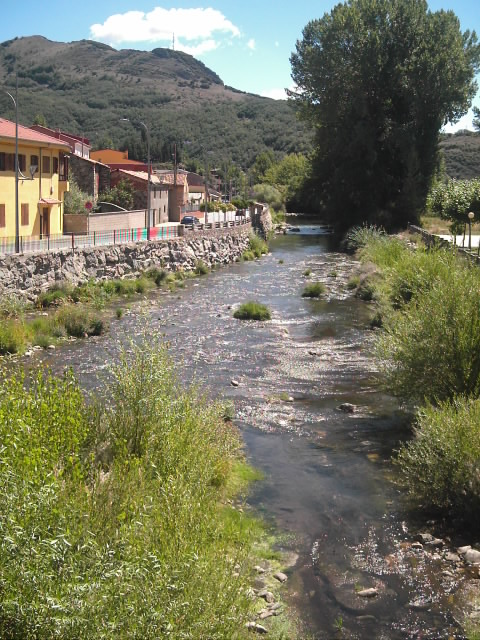
Paso por La Pola de Gordón (agosto).
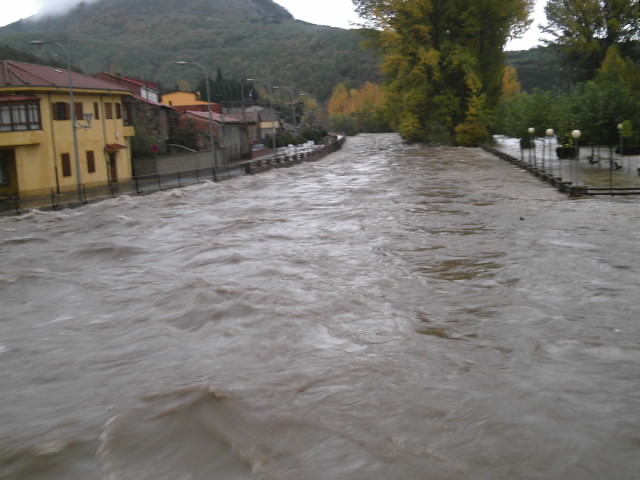
Riada del 25 de octubre del 2006 a su paso por La Pola de Gordón. Lecho mayor esporádico.
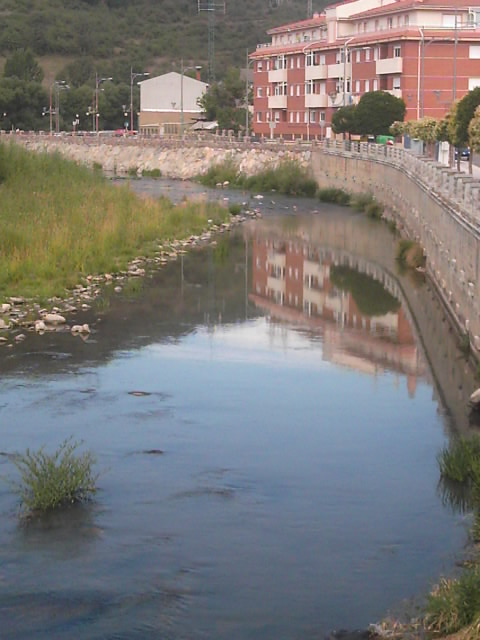
Paso por La Pola de Gordón. Paseo del río (agosto).
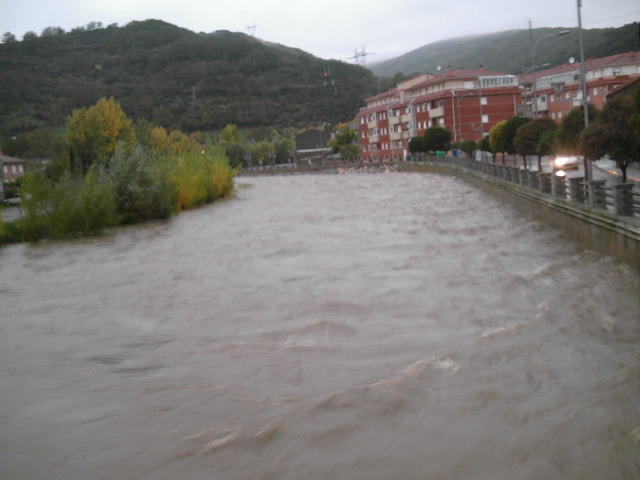
Riada del 25 de octubre del 2006 a su paso por La Pola de Gordón. Lecho mayor esporádico.
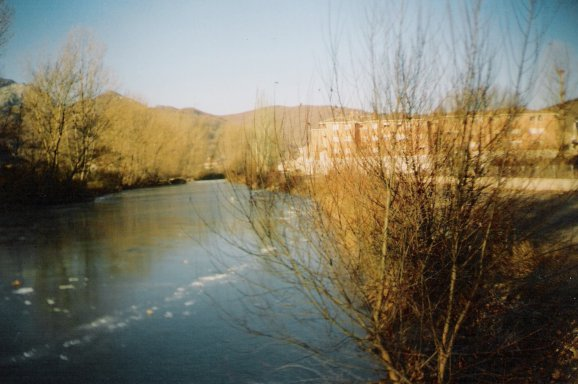
Río helado a su paso por La Pola de Gordón. Situación excepcional.
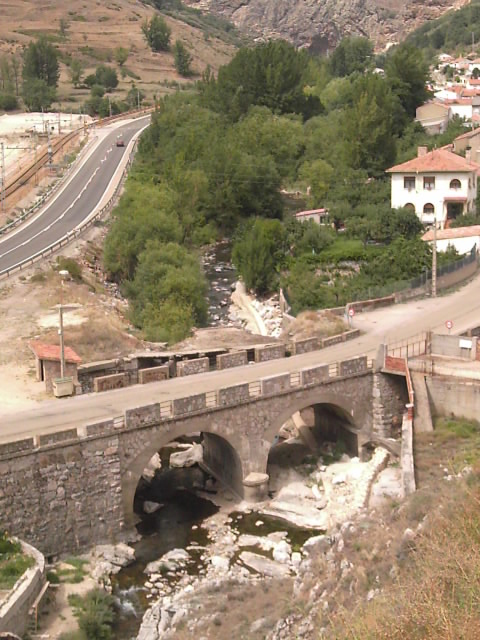
Paso por La Vid de Gordón (agosto).
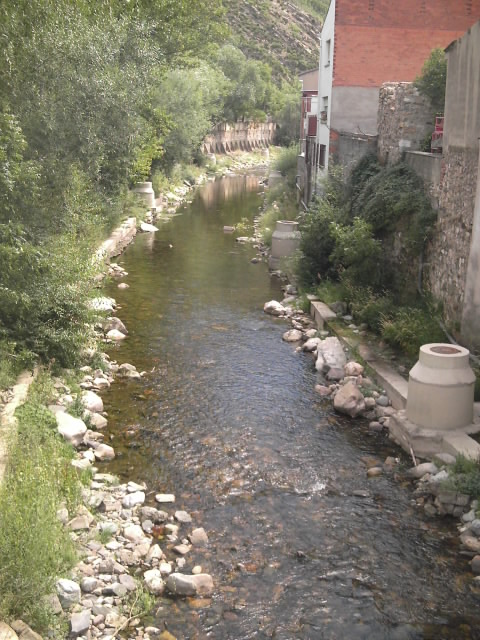
Paso por Ciñera de Gordón (agosto).
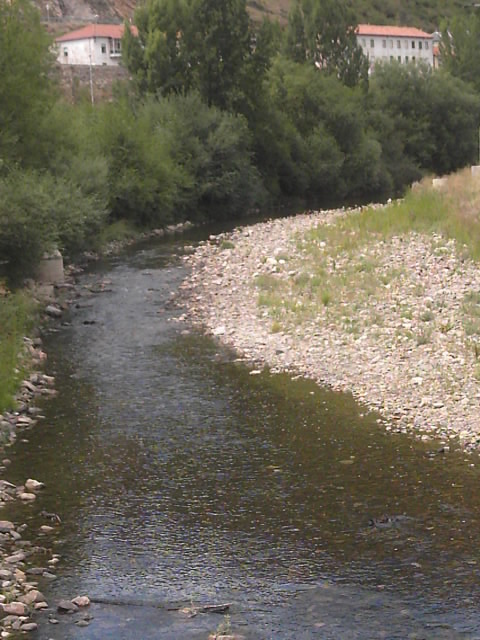
Paso por Santa Lucía de Gordón (agosto). Agua solo en el canal.
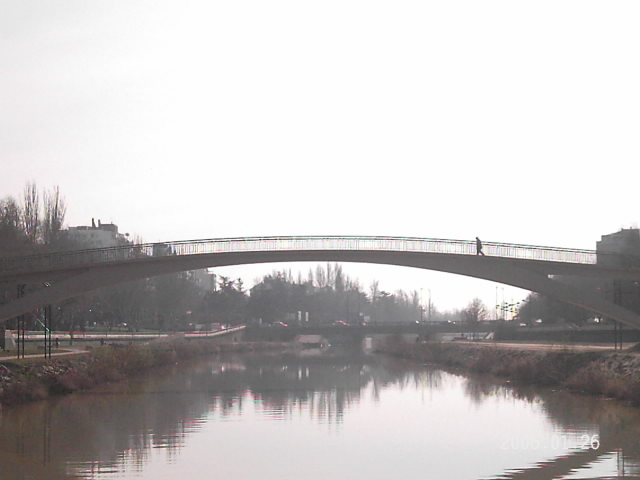
Paso por León.